# Serges
Serges (Șerghiș), település Romániában, a Partiumban, Bihar megyében.

## Fekvése
A Király-erdőben, Élesdtől délnyugatra, Vércsorog, Élesdszurdok, Telkesd és Hollószeg közt fekvő település.

## Története
Serges nevét 1438-ban p. wolachalis Serges néven említette először oklevél.
1470-ben Serkes, 1561-ben Serghes, 1808-ban Serges, Sergis, 1913-ban Serges néven írták.
Serges  egykora Czibak család birtokai közé tartozott.
1563-ban Czibak György utód nélküli halála után Mágócsy Gáspár és neje Massay Eulália valamint Darvas Gergely és sövényházi Móricz Lőrincz kaptak rá adománylevelet.
A 19. században földesura a gr. Frimont család volt, a 20. század elején pedig Lónyay Andorné, szül. gróf Frimont Theodorának volt itt nagyobb birtoka.
1851-ben Fényes Elek írta a településről:
Bihar vármegyében, erdős, hegyes vidéken, 510 óhitü
lakossal, fa anyatemplommal. Határa 7351 hold, ... Rengeteg erdejében nagy vadak is tanyáznak. Birja
gróf Frimont Béla.
1910-ben 783 lakosából 39 magyar, 740 román volt. Ebből 13 római katolikus, 16 református, 745 görögkeleti ortodox volt.
A trianoni békeszerződés előtt Bihar vármegye Élesdi járásához tartozott.

## Nevezetességek
- Görög keleti fatemploma – 1870-ben épült.
- Határában található a "Cziklui" nevű nagy sziklabarlang.